# Pippingsköld
Pippingsköld är en finländsk adelsätt, ursprungligen härstammande från Lengenfeld i Vogtland (Sachsen) på 1500-talet och kom till Åbo cirka 1670, adlad med Joseph Gustaf Pipping 1812 under namnet Pippingsköld och introducerades 1818 under nr 165. 
Ätten har gemensam härstamning med adliga ätten nr 207 Pipping.